# George Samuel
Pour les articles homonymes, voir Samuel (homonymie).
George Samuel (mort vers 1823) est un peintre paysagiste britannique, travaillant à la fois à l'huile et à l'aquarelle. Il est un dessinateur topographique réputé de son époque.

## Biographie

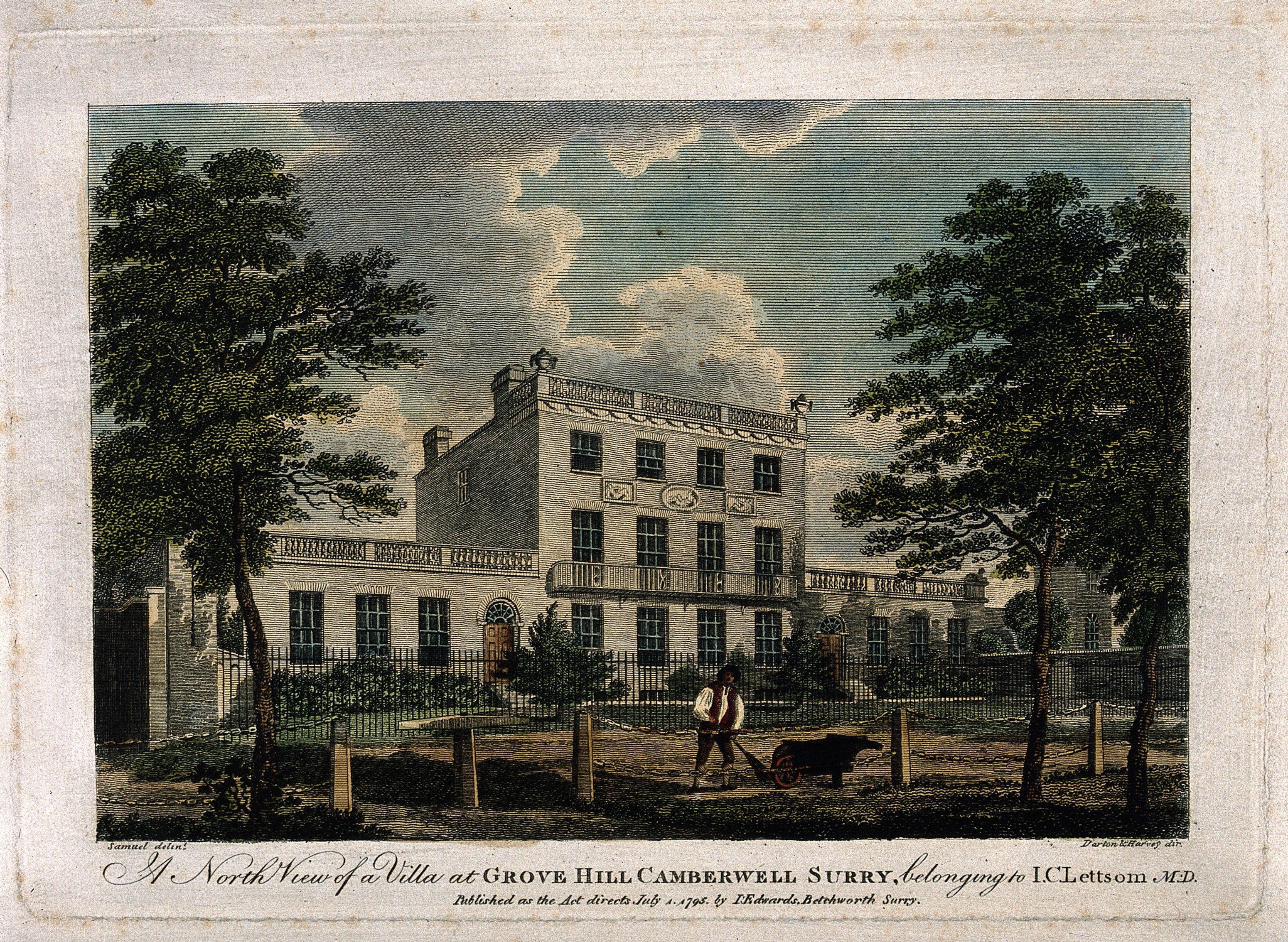
Grove Hill, gravure d'après George Samuel.

Aucun élément de sa naissance ou famille n'est connu. Il reçoit un prix de la Society of Arts en 1784, puis expose chaque année à la Royal Academy de 1786 à 1822, et aussi en grande partie à la British Institution, ses œuvres représentant les paysages de Cornouailles, de Westmorland et d'autres sites anglais pittoresques. Il est membre de la société de dessin de Thomas Girtin en 1799 et l'un des pionniers de la lithographie. Sa mort accidentelle, en janvier ou février 1823, est causée par la chute d'un vieux mur sur lui alors qu'il dessinait. Il est inhumé dans le cimetière attenant à la paroisse St Anne de Soho le 5 février 1823.

## Œuvre

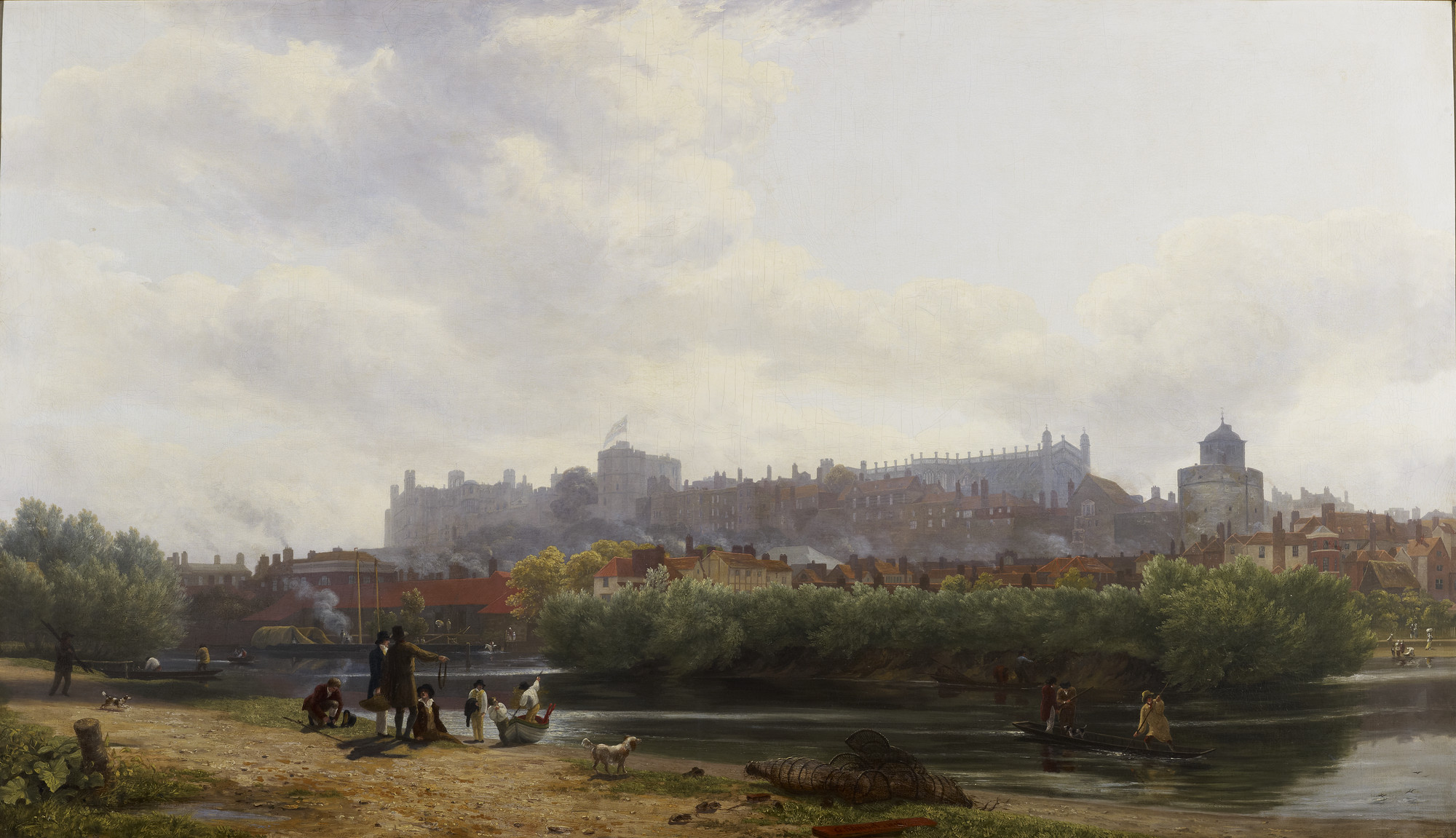
Vue du château de Windsor, par George Samuel, 1816.

En 1789, Samuel peint une vue de la Tamise depuis Rotherhithe pendant le grand gel, qui attire l'attention. Sa vision de Holland House est gravée dans Select Views of Seats de William Angus, celle du château de Windsor dans Royal Residences de William Henry Pyne ; et d'autres dans le Copperplate Magazine (1792) et The Itinerant (1799) du graveur John Walker. Ses aquarelles sont influencées par Paul Sandby.
Samuel réalise également en 1799 les dessins des illustrations de Grove Hill, un poème décrivant la résidence de John Coakley Lettsome, par Thomas Maurice.